# Casper van Uden
Casper van Uden (født 22. juli 2001 i Schiedam) er en cykelrytter fra Holland, der er på kontrakt hos Team Picnic-PostNL. Han har tidligere kørt for Development Team DSM og underskrev i 2022 en toårig kontrakt med Team DSM. I 2024 blev kontrakten forlænget til og med 2026.
Van Uden vandt i 2024 1. etape af AlUla Tour.